# Taichi Nakamura
Taichi Nakamura (中村 太地, Nakamura Taichi, né le 1er juin 1988 à Fuchū) est un joueur professionnel de shōgi japonais.

## Biographie

### Premières années
Né à Tokyo, Taichi Nakamura déménage avec sa famille à Sapporo. Il y apprend à jouer au shogi à l'âge de 4 ans et commence à vouloir devenir professionnel lorsque Yoshiharu Habu devient le premier joueur à cumuler les sept titres majeurs,. Lorsque la famille de Nakamura revient à Tokyo, Nakamura pratique le shogi au club de shogi Hachioji où Habu jouait étant enfant.
En septembre 2000, Nakamura est accepté au centre de formation de la Fédération japonaise de shogi sous la tutelle de Kunio Yonenaga.
Il obtient le statut de professionnel en avril 2006 en finissant deuxième de la 38e ligue des 3e dan avec 13 victoires et 5 défaites,,.
En parallèle de sa carrière au shogi, Nakamura étudie l'économie et les sciences politiques à l'université Waseda,,. Il en sort diplômé en 2011.

### Carrière au shogi
Nakamura dispute son premier titre majeur en 2012 face à Yoshiharu Habu en finale du Kisei, il perd par 3 défaites à 0. En 2013 il échoue de nouveau en finale du Ōza face au même Habu par 2 victoires à 3,.
Nakamura retrouve Habu en 2017, toujours en finale du Ōza et l'emporte par 3 victoires à 1, remportant ainsi son premier titre majeur. Il perd cependant son titre l'année suivante face à Shintaro Saito par 3 victoires à 2 en finale du 66e Ōza.

## Palmarès
Nakamura a disputé quatre finales de titres majeurs, et a remporté le Ōza une fois.

### Titres majeurs
| Titre | Années | Nombre de victoires |
| ----- | ------ | ------------------- |
| Ōza   | 2017   | 1                   |

### Classement annuel des gains en tournoi
Nakamura a figuré dans le Top 10 du classement annuel des joueurs de shogi remportant le plus de gains (ja) en 2017.
| Année | Montant gagné | Rang |
| ----- | ------------- | ---- |
| 2017  | 21 440 000 ¥  | 8e   |